# Комітет жіночого спротиву
Комітет жіночого спротиву — створений 22 січня 2014 у Львові в підтримку матерів військовослужбовців.
До комітету увійшли жіночі громадські організації Львівщини, зокрема, Союз українок, Всеукраїнське жіноче товариство імені Олени Теліги, Жіночий вибір, Ліга українських жінок, Марійське товариство «Милосердя», Товариство українок імені Ольги Басараб, Жіночі перспективи, «Матері в молитві», а також матері військовослужбовців.
Координаторка Львівського комітету жіночого спротиву, депутатка Львівської міської ради Лідія Бойчишин.

## Діяльність
24 січня 2014 року Комітетом жіночого спротиву оголошено про початок мирної безтермінової всеукраїнської акції «Чужих дітей не буває». Першочергове завдання акції зупинити кровопролиття та насильство в Україні.
У липні 2014 р. комітет скерував відкритого листа президентові України Петру Порошенку, в якому висловив підтримку ухваленню закону про часткову мобілізацію.